# Trittico di Montefiore
Il Trittico di Montefiore è il risultato della ricomposizione di sei pannelli che facevano parte dell'originario e smembrato Polittico di Montefiore di Carlo Crivelli, databile al 1471 circa e conservato nel Polo museale di San Francesco a Montefiore dell'Aso. Misura circa 250x162 cm ed è dipinto a tempera e oro su tavola.

## Storia

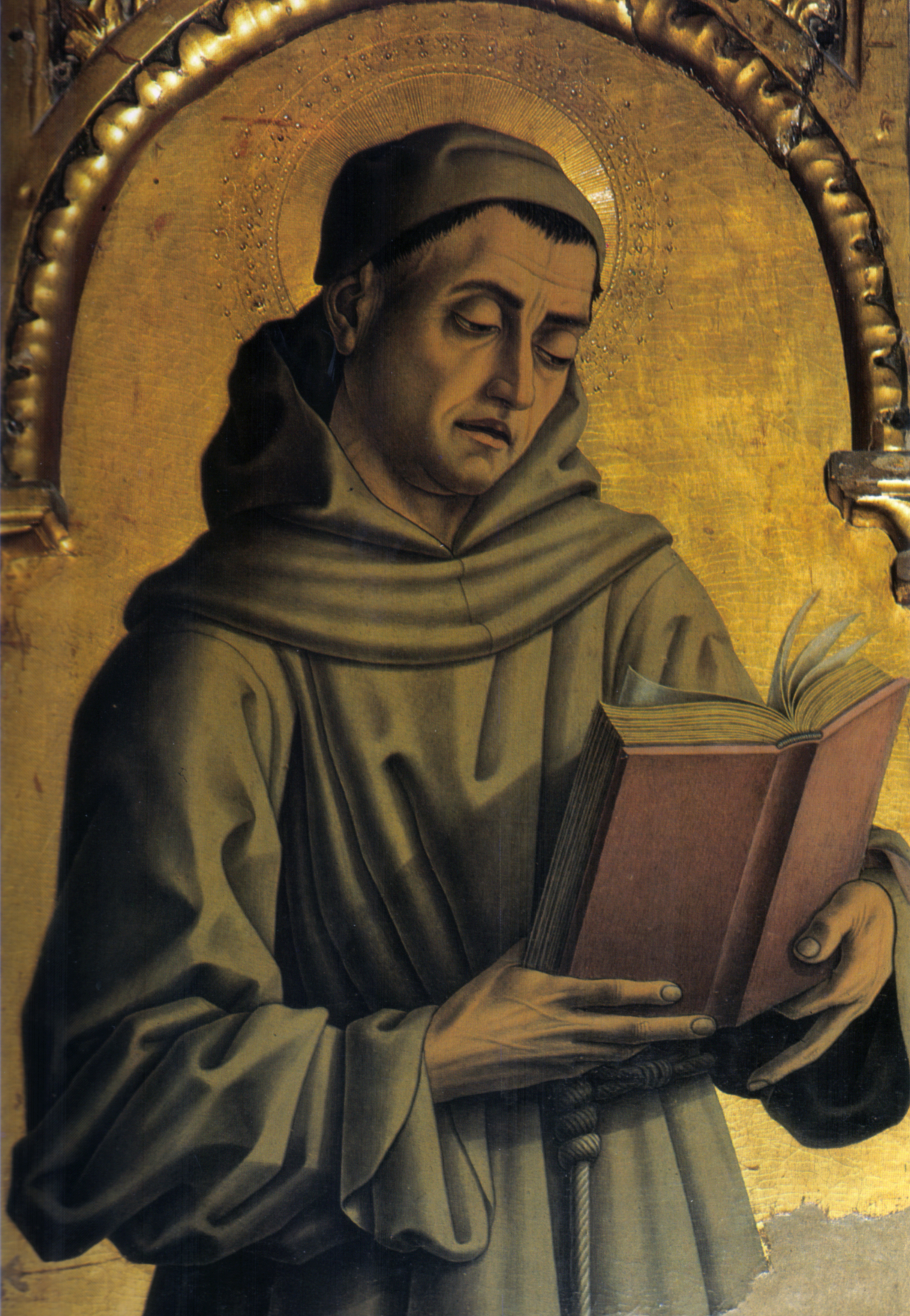
Santo francescano (probabilmente sant'Antonio di Padova)

La datazione del polittico di basa su scarsi documenti e su questioni stilistiche. Si sa che nel 1478 era già completo e installato in chiesa, mentre sulla base delle affinità con altre opere si può circoscrivere al 1470-1473 circa la data di esecuzione. Per una certa influenza di Niccolò Alunno nella predella, l'opera secondo Federico Zeri dovrebbe essere anteriore al Polittico del 1472, quindi riferibile al 1471 circa. 
Ignorato dalle fonti antiche come Luigi Lanzi o Amico Ricci, il polittico subì una sorte analoga nei primi studi critici sull'attività dell'artista. 
Riscoperto solo più tardi, quando ormai era irrimediabilmente sembrato, è considerata un'opera cardine del catalogo crivellesco. Fu smembrato nel XIX secolo, come ricorda un documento del 1872 riferito a qualche anno prima: «i P.P. francescani vendettero, con dispiacere del paese, alcuni quadri del Crivelli per oltre mille scudi... con il pretesto di restaurare il convento». La parte centrale passò per le mani dell'antiquario romano Vallati, presso il quale, nel 1858, fu visto da Mündher. Un anno dopo la Pietà entrava alla National Gallery di Londra. 
I pannelli superstiti a Montefiore vennero ricomposti in un trittico ed esposti, fino al 2007, nella chiesa di Santa Lucia. Prima che la critica prendesse coscienza dell'esistenza originaria di un polittico, il carattere anomalo del "trittico" contribuì a far sottovalutare l'opera e misconoscerne la paternità (L. Venturi, Geiger, Testi, Berenson, Serra). La serie di giudizi negativi si interruppe con la mostra del 1950 ad Ancona, quando il Trittico fu esposto come opera interamente autografa di Carlo, venendo poi accolto dal Pallucchini, dal Podestà e da altri. La Maddalena fu addirittura scelta da André Chastel per illustrare la sua monografia sull'arte italiana del Rinascimento e da Anna Bovero per la copertina della sua monografia dedicata al Crivelli edita da Rizzoli.
Una prima ricostruzione del polittico fu proposta da Zampetti nel 1952, a cui Federico Zeri associò una prima ricomposizione della predella, riconsiderando l'intero insieme (1961).

## Descrizione e stile
Il "trittico" è costituito da sei pannelli, tre dell'ordine principale, con santi a tutta figura che originariamente erano disposti attorno a una Madonna in trono col Bambino (firmata, oggi a Bruxelles, Musées Royaux des Beaux-Arts de Belgique), e tre santi a mezzo busto dell'ordine superiore. 
Ordine inferiore
- Santa Caterina d'Alessandria, 174x54 cm
- San Pietro apostolo, 174x54 cm
- Santa Maria Maddalena, 174x54 cm

Ordine superiore
- Santo francescano (probabilmente Antonio di Padova), 74x54 cm
- Santa Chiara, 74x54 cm
- San Ludovico da Tolosa, 74x54 cm

Alcune figure hanno acutissime sfumature psicologiche, e presentano un trattamento della luce che dimostra una certa conoscenza dei coevi esperimenti di Antonello da Messina e Giovanni Bellini. Federico Zeri vi lesse un'influenza di Piero della Francesca, mediata forse da Girolamo di Giovanni, riguardante la monumentalità e il sicuro inserimento nello spazio dei santi, così diversi dalle opere più giovanili, legate al mondo chiuso e severo del Rinascimento padovano.

### San Pietro apostolo

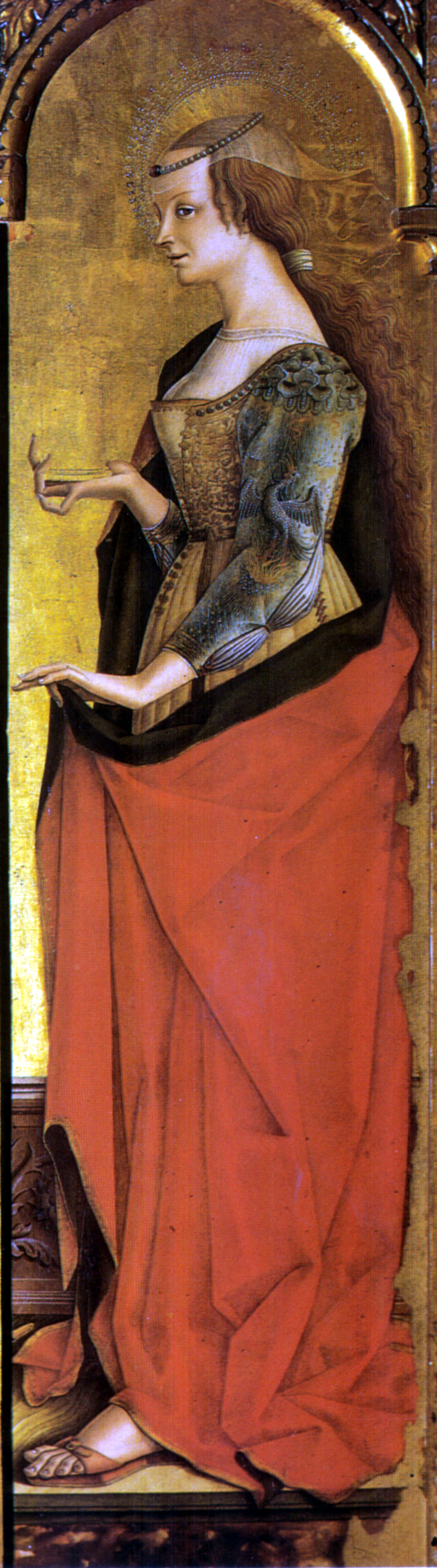
Maddalena

I santi del registro inferiore poggiano su un gradino marmoreo con un fregio dorato alla base decorato da finti rilievi e davanti a uno zoccolo, pure decorata da bassorilievi. 
Dalla ricomposizione arbitraria, San Pietro è al centro del trittico, ma, originariamente, doveva essere il primo pannello di sinistra accanto alla Madonna. Si tratta di una delle raffigurazioni del santo più riuscite del Crivelli: il volto serio e fisso sull'osservatore ha un'espressione caricata, quasi grottesca. Le mani, tipicamente crivellesche, reggono un corposo volume e le pesanti chiavi del Paradiso, con una cura quasi maniacale dell'anatomia (tendini, vene, articolazioni). Lo stesso trattamento si ritrova nei piedi protesi verso lo spettatore. Particolarmente scultorea è la veste, che si increspa in poderose pieghe di grande effetto, che danno al santo una fisicità massiccia, quasi da scultura lignea che si affaccia da una nicchia.

### Santa Caterina d'Alessandria
Accanto a san Pietro sia nel trittico che, secondo la ricostruzione, nel polittico, santa Caterina d'Alessandria è rappresentata in vesti principesche; la sua statura regale è sottolineata non solo dalla corona, ma anche dagli abiti che mostrano una bellezza più matura rispetto alla Maddalena, dall'altro lato; essa inoltre appare severa e distaccata, con lo sguardo già rivolto al Bambino (suo sposo mistico), che ignora lo spettatore. 
Caterina regge con la punta delle dita della mano destra la palma del martirio e con l'altra mano la ruota dentata. Un limite dell'artista, presente anche in altre rappresentazioni della santa, è lo scorcio della ruota che non crea un'ellisse, ma un ovale schiacciato e appiattito. In basso spunta dalla veste un piede con elegante calzare rosso, interamente coperto: la castità verginale della santa è sottolineata dal contegno dell'atteggiamento e dalla pudicizia della sua veste e del velo che le copre i capelli, in sottile contrasto con la Maddalena.

### Santa Maria Maddalena
Doveva essere nel polittico il secondo pannello di sinistra accanto al San Francesco (Bruxelles, Musées Royaux des Beaux-Arts de Belgique). La Maddalena è considerata uno dei capolavori di Crivelli, a cominciare dalla sottile interpretazione che il pittore ne diede, tenendo conto del suo essere emblema del peccato e della redenzione attraverso la penitenza. 
Il celebre sguardo di profilo, sorridente e un po' ammiccante verso lo spettatore, allude al passato da cortigiana della santa. Ciò rompe l'atmosfera di serietà trasmessa dalle altre figure e si avvicina allo spettatore in una dimensione molto più umana, non estranea a un sottile erotismo. Col palmo della mano destra alza il vaso di unguenti, mentre con due dita dell'altra mano solleva con delicatezza le vesti, dalle quali sporge un piede seminudo, calzante un sandalo. I capelli sono lunghi, mossi e ben visibili, La veste di velluto, tipicamente rossa, è molto scollata, con una parte del seno ben visibile al di sotto di un velo trasparente. la scelta è quindi quella di rappresentare la santa nel pieno della sua accattivante gioia di vivere, non in quello dell'espiazione e della preghiera.

### Santa Chiara d'Assisi
La Santa Chiara d'Assisi, ora pannello centrale dell'ordine superiore del trittico, nell'originale polittico a destra, al Cristo Morto sorretto da due angeli (Londra, National Gallery). In questa tavola Crivelli rappresenta la fondatrice delle clarisse in una malinconia affascinante. Molto bello il modo in cui tiene con tutte e due le mani un libro sacro - una Bibbia o un Libro d'Ore - e un giglio bianco, simbolo di purezza verginale.

### Santo francescano (probabilmente Antonio di Padova)
Vicino a santa Chiara nell'ordine superiore del trittico si trova un personaggio di dubbia identità. Questa raffigurazione presenta molti elementi che si avvicinano ai coevi studi sulla luce di Antonello da Messina e anche Giovanni Bellini; da molto tempo la critica dibatte circa la sua identità: giovane, francescano nel saio, ha come attributo solo un generico libro. Probabilmente si tratta di sant'Antonio di Padova, anche se Crivelli lo raffigura con il giglio, ma questa iconografia, non era inconsueta a quei tempi; in passato gli studiosi hanno ipotizzato che possa trattarsi di Giovanni Duns Scoto, erudito dell'ambito francescano detto "dottor sottile", ma allora non ancora fatto santo.

### San Ludovico da Tolosa
San Ludovico da Tolosa, altro santo del pantheon francescano, era accanto a un perduto pannello nell'ordine superiore del polittico e ora a sinistra di santa Chiara; Ludovico è raffigurato da Crivelli in sontuosi abiti da vescovo, di profilo (come la sottostante Maddalena) e impugna il bastone pastorale, mentre con l'altra mano manda una benedizione.